# 妇人找钱的比喻
妇人找钱的比喻是《路加福音》第15章第8-10节记载的一个耶稣的比喻。

## 圣经译文
|                              | 15:8 或是一个妇人，有十块钱，若失落一块，岂不点上灯，打扫屋子，细细的找，直到找着吗？ 15:9 找着了，就请朋友邻舍来，对他们说，我失落的那块钱已经找着了，你们和我一同欢喜吧。 15:10 我告诉你们，一个罪人悔改，在神的使者面前，也是这样为他欢喜。 |
| ——《路加福音》第15章第8-10节 | |

## 上下文
这是耶稣针对法利赛人和经学家批评他接待罪人、并和他们一起吃饭所说的三个比喻之一，另外两个比喻是牧人寻羊的比喻和父亲接子的比喻。 

## 介绍
一个妇人有十个银币，失落了一个，于是她点上灯，打扫屋子，直到找着。找着丢失的银币以后，就召齐朋友、邻舍庆祝。

## 解释
耶稣的这三个比喻都说到丟失了某样宝贵的事物，然后被寻找回来。这样，这枚银币就比其他的更珍贵。耶稣借此说明他更重视那些失丧的罪人。
在圣经恢复本的注释中，解释说灯是象征神的话，光照并暴露罪人的光景，使人悔改。打扫屋子是象征搜寻并洁净罪人的里面，妇人则是象征圣灵。
一个银币等于当时一天的工资。

## 替代解释
女人是罪人，十枚银币代表十诫，她用一盏灯扫遍整个房子，寻找失落的诫命，这样她就可以再次站在上帝面前，带着她的全部财富，就像上帝把她送出这个世界一样。没有罪，有10枚银币，她要像宝藏一样守护，而其中一枚不会丢失。耶稣基督，神的儿子，是灯："我是世界的光。谁跟着我，谁就不会在黑暗中行走，而是会有生命之光。
通过愉快地邀请她的朋友和邻居，这位妇女宣称耶稣的教导，耶稣从她那里带走了罪（死亡）。女人告诉她的朋友她的罪。
女人自己是悔改的罪人，并公开赞美她的主耶稣基督，她从她那里夺走了罪，使她获得了永生。
根据这个解释，耶稣基督有意识地在寓言中为寻求者选择女人的性别，以避免人与主混淆。耶稣再次证实了这一点，它指的是天国，其中神的天使们以喜悦庆祝一个罪人的回归（"就如此，我告诉你，在神的天使面前，有喜悦，而不是一个悔改的罪人。有了这个，耶稣确保听众清楚，上面描述的行为（用灯寻找丢失的硬币：爱你的敌人）在地球上发生。